# Негуш
 Тази статия е за града в Егейска Македония.  За град Науса на гръцкия остров Парос вижте Науса (Парос).  
Нѐгуш (изписване до 1945 година: Нѣгушъ или Негушъ; на гръцки: Νάουσα, Науса, на турски: Ağustos, Агустос, на арумънски: Niausta, Няуста) е град в Гърция, център на дем Негуш в област Централна Македония.

## География
Градът се намира в източните поли на планината Каракамен (наричана още Дурла или Негуш планина, на гръцки Вермио) на средна надморска височина от 330 метра. Отдалечен е на 22 километра северозападно от град Бер (Верия) и на 32 километра южно от Воден (Едеса). Река Арапица разделя града на две части, като по течението ѝ има серия красиви водопади и е разположен паркът Агиос Николаос.
Землището на Негуш е най-голямо в Егейска Македония и обхваща 222 km2, които предимно се простират западно от града и обхващат голяма част от източните склонове на Каракамен, годни за пасища и експлоатация на гората. Градът има 22 000 декара обработваемо землище, насадено предимно с овошки – праскови и ябълки.
Над Негуш има няколко пещери – Саранда Камарес, Апано Скала и Краста. В самия град е Водна яма.

## История

### Античност и Средновековие
Според античните автори първите обитатели на района на Негуш са бригите, изместени по-късно от македонците.
В равнината, на 2 km източно от днешния Негуш, в местността Извори (Ισβόρια) до село Голишани (днес Левкадия) е разположен македонският град Миеза или Меза, открит при разкопки през 50-те години на XX век. От града е разкрит Миезкият нимфеум, в който според античните историци Александър Велики е прекарал три години като ученик на Аристотел. Открит е и театър и няколко македонски гробници от елинистическата епоха.
След Битката при Пидна в 168 година пр. Хр., районът попада под властта на Римската република и вероятно жителите на Миеза се изместват на запад в подножието на планината. Градът Негуш се появява в римско време с името Нова Августа (на латински: Nova Augusta) и гръцкия му вариант Неа Августа (Νέα Αυγούστα). Постепенно през Средновековието името се променя в Нягуста (Νιάγουστα) и Нягуса (Νιάγουσα), откъдето се появява и българският вариант Нѣгушъ, като двойното е постепенно добива западнобългарски рефлекс и се получава Негуш. Гръцкото име продължава да еволюира през Няуса (Νιάουσα) в днешното официално Науса (Νάουσα), като се срещат и форми без Неа като Агустос или Агуста.
Местна легента твърди, че името Негуш произлиза от турски зулуми, при които посягали на жени, и които предизвикали християнско въстание, за да не ги гушкат турците жените.

### В Османската империя

#### Възстановяване в османско време
Градът постепенно упада, за да бъде възстановен през XIV век от българи християни от района на Каракамен. Градът е завоюван от османците, начело с Гази Евренос бей заедно с Бер около 1383 – 1387 година
Според местна легенда Евренос бей бил очарован от водите и мястото, където е днешния град. След като се върнал в Одрин, султанът го попитал какво иска за награда и Евренос му казал, че иска земя с размера на една биволска кожа. Сулнатът се съгласил и Евренос нарязал една кожа на тънка ивица и с нея очертал бъдещата градска зона на Негуш през четири дървета: на север платанът на Мокиос Барлаутас, изкоренен в 1955 година, малко зад Бутаревата къща, на запад кривия платан близо до „Света Параскева“, на изток платанът Куфиос, който малко преди 1924 година поради ерозия пада в Арапица и на юг платанът в Пуляна (Станишевият платан) на улица „Софрониос“, малко зад епископията, отсечен около 1950 година.

#### Привилегии
През 40-те години на XVII век в Негушко действа хайдутинът мартолос Лошан. Жителите на Негуш са привилегировани християни войнуци. Негушани плащат единствно 400 гроша ашур и поголовен данък от 2 пари, които отиват за издръжката на Мавзолея на Евренос бей в Енидже Вардар, в града не могат да живеят мюсюлмани освен кадията и войводата, мюсюлмани нямат право да влизат в града на кон, администрирането на града е поверено на избран от местните хора човек, башбуги, който командва гарнизона на града – според Франсоа Пуквил по времето на Зафиракис Теодосиу – 300 души. Той има абсолютна власт в града, съди и осъжда, без да дава отчет за действията си на никого и може да бъде свалян и заменян само от общото събрание на жителите. С подобни привилегии градът бързо се замогва и макар и в планински район е сравнително мирен до края на XVIII век.
В 1705 година след опит да се вземат 15 момчета за еничарския корпус в града избухва бунт, начело с арматолоса Кара Димо, който е потушен с големи трудности.

#### Образование
Около 1750 година в града преподава монахът Теофан Негушанин. След 12 години преподава Димитриос Анасотис, а в 1775 година Анастасиос Камбитис и двамата също от Негуш. Когато Камбитис се мести в Солун, ръководството на училището в Негуш е поет от Николаос Ангелакис и Емануил Фотиадис. По-късно преподава Карландас и в 1822 година Йоанис Панайоту. Освен тези учители в града преподават и Мануил Антониадис, Димитриос Барлаутас – обезглавен в 1822 година, Анастасиос Зиндзиос, Зафириос Теодосиу, Григориос Протосингел, Папайоргис Протопапас, Папайоргис от Куцуфляни, Пападимитрис, Анастасиос Царлярис или Царлятис, Зафирис Г. Бойос, Димитрос Тома Патитияс или Платарас, Анастасиос Ангелакис и двама синове на лекаря Антонис Пардикарис – Григорис и Анастасиос. Най-големият учен от Негуш в края на XVIII – началото на XIX век е Анастасиос Михаил, писател, член на Берлинската академия на науките.

#### Икономика
В мирните години в района, благодарение на плодородната земя и водите на Арапица, бързо се развива земеделието – местните жители произвеждат пшеница, царевица и детелина.
Основен продукт, с който Негуш се слави и до ден днешен, и който заема голям процент от икономиката на града е винопроизводството. Негуш има два местни сорта – негушката пополка и пополката (ксиномавро). Виното от Негуш добива голяма репутацията в империята и се появява поговорката, че „негушкото вино се носи в кърпа“. Пътешествениците от ΧΙΧ век потвърждават репутацията на нагушкото вино. Франсоа Пуквил пише в 1826 година: „Виното от Негуш е едно от най-добрите в Македония. Тъй като нямат изби, те поставят бъчвите, някои от които съдържат до три хиляди мерки от дванадесет оки всяка, в потоците, които минават под къщите им. Гроздето, от което се произвежда това вино, има киселинно-стипчив вкус и поради тази причина виното се пие едва на четвъртата или петата година след беритбата. Около града има някои малки фабрики за производство на саби и оръжия, както и мелници за зърно, зехтин и сусамово масло.“  и Еспри-Мари Кузинери пък в 1831 година добавя: „Виното от Негуш е в Македония това, което е Бургундия във Франция и те винаги го продават на два пъти по-висока цена от другите вина... Транспортират го до Солун и Сяр, където се пие в изобилие“.
Друга важна част от икономическия живот на града е бубарството. Произведената коприна е използвана в местната индустрия за копринени тъкани, но и е изнасяна за Сърбия, Босна и други места. Василиос Николаидис, офицер от Френската армия, пише в 1859 година:
| „ | Специалитетът на страната е виното: то има страхотна репутация в цяла Турция и струва два пъти повече от останалите вина в страната. Много е близо до вината от Бордо; придобива вкус и аромат, докато старее. Зърнените храни са посредствени и едва стигат за нуждите на района. От друга страна, почвата произвежда огромно количество плодове, чието изобилие ги обезценява. Тук има голяма фабрика за груб плат, доста подобен на филц, наречен шаяк. На почит са отглеждането на черници и бубарството. Продуктът на тази индустрия се оценява на повече от 7000 килограма. Според официалната информация годишните приходи на града възлизат на повече от милион франка. | “ |

#### Завладяване и управление от Али паша
Богатството на града привлича вниманието на епирския отцепник Али паша Янински, който започва опитите си за завладяване на града през 1795 година. В тази година Али паша изпраща в града един от най-способните политици в двора в Янина, Ставрос Ципаламас, който е приятел на архонта на Негуш Томас Хадзихимонас. Ципаламас се опитва с обещания да накара негушани да признаят суверенитета на Али паша и доброволно да се присъединят към Янинския пашалък, но няма успех. Затова през април 1795 година, Али паша, който вече е наложил властта си над Воден на север и над Бер на юг от Негуш, напада от четири страни града с около 4000 албанци. Хадзихимонас и военачалникът му Дели Димо обаче са подготвени и негушани отблъскват нападението.
След това сражение от 1795 година важна роля в управлението на града започват да играят негушанинът логотет Зафиракис Теодосиу, Анастасиос Каратасос от берското село Добра и Ангел Гацо от воденското село Саракиново. За три години от 1795 до 1798 година градът е укрепен със стена, на която има 9 отбранителни кули с бойници – на моста в Киоски, в Киоски, при „Свети Георги“, в Алония, при Клисура, Блана, Кулата на Зафикарис при „Свети Димитър“ и при „Света Троица“.
След неуспеха Али паша се опитва отново да подкупи лидерите Хадзихимонас, Зафиракис Теодосиу и Дели Димо, но не успява, като Зафиракис отговаря така както Аристид е отговорил на пратеника на Мардоний. В 1798 година, когато стените са почти напълно завършени, Али паша изпраща нова експедиция срещу Негуш, този път 8000 души под командването на Исмаил Пашобей, но и тази експедиция завършва с неуспех.
Вторият неуспех кара Али паша да промени тактиката си и започва да изпраща убийци, които да убият негушките първенци. В 1798 година успява да убие Хадзихимонас. За нов архонт е избран и потвърден от Кизлар ага, Диамандис (Мамандис) Драгатас, който управлява две години до 1800 година и е сменен от Зафиракис Теодосиу. Шест месеца по-късно по същия начин Али паша успява да отстрани и Дели Димо.
След отблъскването и на второто нападение, негушките първенци решават, че ще е много трудно сами, без никаква подкрепа от централната власт, да издържат на натиска от Янина и единодушно решават, че трябва да избегнат трета внезапна атака и трябва да признаят властта на Али паша с възможно най-добри условия за града. При Али паша заминава пратеничество в състав Зафиракис Теодосиу, Лусис Патрикас и Анастасиос Зиндзиос, които пристигат в края на август в Янина. Али паша, който също не желае да влиза в разходи за трето нападение, се споразумява с делегацията за условията за признаването му за господар на града и назначава за архонт Зафиракис Теодосиу. Делегацията се връща с гарнизон от 30 албанци, а войводата представител на султана напуска града и заминава за Солун, но валията отново не предприема нищо.
Зафиракис управлява града мирно три години с подкрепата на Каратасос и Гацо, като се опитва да примири и ликвидира политическите фракции в града. Поддържа добри отношения с политическия си противник Драгатас, но пък се сблъсква с Лусис Папафилипу, водач на партията на селяните и селските работници и успява да го отрови заедно с 27 негови последователи. Също така успява да изгони извън града популярния лекар Антонакис Пердикарис, а двете му деца затваря. Пердикарис става личен лекар на ениджевардарския бей Ахмед Гази Заде. Зафиракис омъжва сестра си за Константинос Марину или Мариноглу от Загори, търговец и банкер в Янина, управител на финансите на Али паша.
През септември 1803 година Зафиракис влиза в личен конфликт със сина на Али паша Вели и се опитва да го убие в Шел. Албанският гарнизон напуска мирно града, като дава беса, че няма да воюва срещу него. Предвиждайки реакцията на Али паша, Зафиракис се опитва да потърси помощ от властите в Солун и от Кизлар ага в Цариград, а градът започва да се готви за нова обсада, като се ремонтират стените и се събират храни, оръжия и барут. Зафиракис изплаща и забавените данъци за четири години на валията в Солун с цел да получи някаква помощ от държавата, но такава не пристига.
Въпреки съпротивата на гражданите, Али паша успява през 1804 година след петмесечна обсада да подчини Негуш. Али паша замества Зафиракис с политическия му противник Драгатас, който и преди предаването на града има добри отношения с Али паша. По-късно за управители са назначени и Константинос Псомас и Константинос Московос.
Заради трите обсади, албанското управление и произвола на 1000-та души гарнизон икономиката на града запада, но пък Негуш е укрепен и обграден със стена и жителите му привикват да носят оръжие. Франсоа Пуквил пише:
| „ | На три левги СЗ от Бер се намира Негуш, град с 2000 къщи, който се намира под властта на Берската митрополия: неговите жителите са гърци и българи. Преди 70 години този град е укрепен с един ред стени и в 1804 година той даде 4000 въоръжени хора за защита против Али паша, който успя да го превземе само благодарение на глада след десет месеца обсада. Градът след няколко години пак се измъкна от ръцете на Али паша и се върна под протекцията на Къзлар ага или началника на черните скопци от сарая, на когото са дадени приходите на града, а един гръцки първенец на име Зафирос командвал един гарнизон от 300 християни. | “ |

Каратасос, Гацо и Аргир Карабатаков напускат града и започват да тормозят албанския гарнизон с партизански действия, в които се включва и Диамандис Олимпиос, и албанците постепенно започват да бягат от Негуш. Зафиракис след престой в Солун и на Света гора се опитва в столицата да издейства някакви мерки срещу Али. В крайна сметка, след серия султански заповеди, през февруари 1812 година Али паша напуска Негуш, но запазва части в Шел, Скотина, Перишор, Държилово и Куцуфляни. За архонт е избран Диамандис Берсос, а войвода  става Омер ага от Одрин. През юли 1814 година в града се връща Зафиракис и поема управлението от Берсос.

#### Негушко въстание от 1822 година
След избухването на Гръцкото въстание през февруари 1822 година в богатия македонски град Негуш също избухва въстание под ръководството на Ангел Гацо, Анастасиос Каратасос и Зафиракис Теодосиу. Градът и около 100 околни християнски гръцки и български села за кратко са освободени от османска власт. Въстаниците разбиват четирихилядна турска армия под командването на Кехая бей, атакуват Бер, но са отблъснати. На 18 април Мехмед Емин паша, известен като Абу Лабуд, с 20 000 души редовна войска и башибозук завзема града и извършва страшно клане, при което всичките няколко хиляди мъже в града са избити, а жените и децата, отведени като роби в Анадола. Защитниците на църквата „Свети Николай“ се взривяват в нея, а тридесет негушанки доброволно се удавят, заедно с децата си във водопада Стумбани на река Арапица, за да не бъдат продадени в робство. Стените на града са разрушени и той е изоставен. В 1955 година на Негуш заедно с Месолонги, Сули и Аркади, е дадено почетното прозвище „град герой“.
Никола Попстефанов описва разоренето на Негуш:
| „ | 1822... априлъ 10 бидееки бѣлѣжѫ овдѣ како расипаха Негушъ. Лобутъ паша бѣше що отиде противъ ними; откоренъ ги запусти; живъ мѫжъ не остави, а женитѣ и дѣцата ги зеде робие. Човѣкъ не остана во Негушъ; ситѣ куки ги изгореха, та ни една колиба не остана! Ситѣ мѫжи турцитѣ под сабя ги поминаха; пискове и плакове и тѫги голѣми бѣха! Старитѣ мѫжи, що бѣха живи на наше врѣме, не паметватъ и другошъ да билъ разсипанъ Негушъ, а сега се разсипа, защото турцитѣ извадоха лошо име, оти кренале глава противъ царя. | “ |

#### Възстановяване
След въстанието постепенно част от успелите да се спасят жители на Негуш се връщат заедно с много български и влашки селяни от околните села, но едва около 1860 година градът е напълно възстановен със стария си българо-гръцки колорит – населен от гърчеещи се българи и власи. В 1892 година през Негуш минава железопътната линия от Солун към Бер. Градът преживява голям икономически разцвет и в него се основават едни от най-големите тъкачни фабрики в Османската империя, изнасящи коприна и други платове дори за Европа.
В 1856 – 1857 година Панайотис Аравантинос пише за Негуш:
| „ | Негуш – нов град в Македония с население 2000 християнски домакинства от български род, под административното ведомство на Солун. | “ |

Александър Синве („Les Grecs de l’Empire Ottoman. Etude Statistique et Ethnographique“) в 1878 година пише, че в Науса (Naussa), Берска епархия, живеят 5000 гърци. Относителната автономия и развитието на манифактурата постепенно превръщат населения предимно с българи град във важен икономически и културен център в Южна Македония, влязъл в орбитата на елинизма под влияние на съседния голям гръцки град Бер. Георги Баласчев пише в 1890 година:
| „ | Негушъ брой до 5000 жители, отъ които 1500 сѫ гърци, осталитѣ - християне. Християнското население е отъ българско и влашко потекло, но погърчванието тукъ е направило голѣмъ успѣхъ. Сичкото население се признава за гръцко. По улицитѣ на всѣкѫдѣ се говори гръцки язикъ. Женитѣ и дѣцата знаѭтъ гръцки. Български езикъ е на заденъ планъ. | “ |

В 1900 година според Васил Кънчов в Нѣгушъ (Няхуста, Агустосъ) живеят 1500 българи християни, 800 турци, 3500 гърци и 300 власи, като българското и влашкото население постоянно се погърчва. Кънчов пише:
| „ | Отъ Верея гръцизъмътъ е прѣминалъ на сѣверъ въ градчето Нѣгушъ, наричано отъ гръцитѣ Няхуста, а отъ турцитѣ Аугустосъ. Това градче се е много развило икономически прѣзъ XVIII. в. Въ него се въздигнали добри гръцки училища и населението му било много погръчено. Въ бѣлѣжкитѣ на френския ученъ пѫтувачъ Пукевилъ отъ началото на XIX. в. Нѣгушъ е отбѣлѣженъ като градъ, населенъ съ гръци и българи. Разоренъ прѣзъ 1821 год. отъ Лобутъ Паша, той къмъ 1850 год. на ново се привдигналъ пакъ съ гръцко-български колоритъ, какъвто има и до сега. Въ градеца има и влашка колония почти погръчена вече. Процесътъ на елинизацията продължава още. | “ |

По данни на секретаря на екзархията Димитър Мишев („La Macédoine et sa Population Chrétienne“) в 1905 година в Негуш живеят 1500 българи патриаршисти. В 1906 година според Патриаршеската статистика в града освен другите има 50 патриаршистки семейства власи.
„Въ послѣдния градъ [Ниауста] населението е българско, сѫщински гърци има много малко, а околнитѣ села сѫ чисто български. Тукъ трѣбва да забѣлѣжа, че българетѣ въ Ниауста сѫ на пѫть къмъ пълно погърчвание, понеже въ много фамилии се говори гръцки.“
Изследователят на аромъните Густав Вайганд пише за Негуш, че
| „ | въпреки че е български град е напът да бъде гърцизиран, защото голяма част от жителите говорят в семейството си гръцки. | “ |

След 1904 година Негуш се превръща в основна база на гръцките андартски чети, нападащи разположените на север български екзархийски села и сражаващи се с четите на Апостол войвода. Градът е родно място на андартския войвода Андон Минга, обесен заедно с Телос Агапинос от Апостол войвода край воденското село Техово.
В 1910 година в Негуш (Νάουσα) има 6000 жители патриаршисти и 1000 мюсюлмани.

### В Гърция
През Балканската война в 1912 година в Негуш влизат гръцки части. Един негушанин – Марко Тома, се включва в Македоно-одринското опълчение. След Междусъюзническата война в 1913 година градът остава в Гърция. При преброяването от 1913 година са регистрирани общо 9681 жители, от които 4989 мъже и 4692 жени
Боривое Милоевич пише в 1921 година („Южна Македония“), че Негош (Његош) има 640 къщи на християни славяни, 250 на мюсюлмани турци, 350 на християни власи и 510 на християни гърци.
След 1924 година по Лозанския договор турското население на Негуш е изселено в Турция и на негово място са заселени 1863 гърци бежанци. От тях 879 от Мала Азия, 561 понтийски гърци, 232 от Източна Тракия, 182 от България, 135 от Кавказ и останалите от други места. Населението на града се увеличава и от вътрешна миграция – от съседните български и влашки села. В 1928 година Негуш е смесено селище с 211 бежански семейства и 862 жители бежанци.
По време на Гражданската война през януари 1949 година Негуш за кратко е превзет от силите на Демократичната армия на Гърция.
| Име              | Име              | Ново име      | Ново име      | Описание |
| ---------------- | ---------------- | ------------- | ------------- | --- |
| Дзиркния         | Τζιρκνιά         | Коромилиес    | Κορομηλιές    | връх в Каракамен на Ю от Негуш и на ЮИ над Долно Шел (1450 m)                                                                  |
| Давелова Караула | Καραούλι Νταβέλη | Ипсома Давели | Ύψωμα Νταβέλι | връх в Каракамен на ЮЗ от Негуш (1485,2 m)                                                                                     |
| Чифлик           | Τσιφλίκ          | Тагматархис   | Ταγματάρχης   | местност на СИ от Негуш, на ЮЗ от Голишани и на З от Копаново                                                                  |
| Влашки извор     | Βλάχικο Ίσβορο   | Пиги          | Πηγή          | река на СИ от Негуш, ляв приток на Арапица                                                                                     |
| Кури Капсала     | Κουρή Καψάλα     | Капсала       | Καψάλα        | връх в Каракамен на СЗ от Негуш (1058 m)                                                                                       |
| Дамнишко         | Ντάμνισκο        | Анапавтириу   | Άναπαυτήριου  | връх в Каракамен на ССЗ от Негуш (781,4 m)                                                                                     |
| Исонина          | Ίσονινα          | Сфина         | Σφήνα         | |
| Габджия          | Γκαμπτζιά        | Крания        | Κρανιά        | местност в Каракамен на ЮЗ от Негуш и на ЮЗ от Долно Шел                                                                       |
| Хавуз            | Χαβουζι          | Стерна        | Στέρνα        | местност в Каракамен на ЮЗ от Негуш и на З от Долно Шел                                                                        |
| Хаджи Айдън      | Χατζή Αϊντίν     | Хадзиденас    | Χατζηδένας    | местност в Каракамен на ЮЗ от Негуш и на Ю от Горно Шел                                                                        |
| Изворо           | Ίσβορο           | Пиги          | Πηγή          | местност в Каракамен на ЗЮЗ от Негуш и на СЗ от Горно Шел                                                                      |
| Чанакчи          | Τσανακτσή        | Цанакис       | Τσανακής      | връх в Каракамен на З от Негуш (2052 m)                                                                                        |
| Шабаница         | Σιαμπανίτσα      | Панагица      | Παναγίτσα     | връх в Каракамен на З от Негуш и на СЗ от Горно Шел между колибите на Коста и Васили (власи) и Карайорго (каракачани) (1537 m) |
| Махмут           | Μαχμούτη         | Кристалия     | Κρυσταλλία    | извор в Каракамен на З от Негуш и на ЮЗ под връх Чанакчи                                                                       |
| Сюлейман         | Σουλεϊμάνι       | Сули          | Σούλι         | местност в Каракамен на З от Негуш и на З от връх Чанакчи                                                                      |
| Горна Карутия    | Άνω Καρουτια     | Потистра      | Ποτίστρα      | връх в Каракамен на З от Негуш и на Ю под връх Турлия (2016,2 m)                                                               |
| Караташ          | Καρατάς          | Каратасос     | Καρατάσος     | местност в Каракамен на З от Негуш и на З от връх Чанакчи                                                                      |
| Али Ходжа        | Άλή Χόντζας      | Корифи        | Κορυφή        | връх в Каракамен на ЮЗ от Негуш и на З от Долно Шел (1477,1 m)                                                                 |
| Турлия           | Τούρλια          | Трулос        | Τρούλλος      | връх в Каракамен на З от Негуш (2016,2 m)                                                                                      |
| Кьоселер         | Κιοσσελέρ        | Спанос        | Σπανός        | връх в Каракамен на З от Негуш (1845 m)                                                                                        |
| Бизяро           | Μπιζιάρο         | Сфендами      | Σφενδάμη      | връх в Каракамен на СЗ от Негуш (1358 m)                                                                                       |
| Дуртапули        | Ντουρτάπουλι     | Палиохори     | Παλιοχώρι     | връх в Каракамен на СЗ от Негуш (1522 m)                                                                                       |

В Негуш има архиерейско наместничество на Берската, Негушка и Камбанийска епархия на Гръцката православна църква.
В 1987 година Спирос Лукатос посочва „език на жителите гръцки и турски“ (γλώσσα κατοίκων ελληνική και τουρκική).
Негуш е център на дем от 17 октомври 1912 година. В 90-те години със закона „Йоанис Каподистрияс“ демът се разраства значително, а след това в 2011 година по закона „Каликратис“, към него са присъединени и демите Иринуполи и Антемия.
| Година    | 1913   | 1920 | 1928  | 1940  | 1951  | 1961  | 1971  | 1981  | 1991  | 2001  | 2011  | 2021  |
| --------- | ------ | ---- | ----- | ----- | ----- | ----- | ----- | ----- | ----- | ----- | ----- | ----- |
| Население | 100000 | 8468 | 10250 | 12556 | 12584 | 15492 | 17375 | 19383 | 19794 | 19870 | 18882 | 17830 |

## Побратимени градове
Негуш е побратимен град с:
- Асеновград, България
- Згожелец, Полша
- Науса, Гърция
- Пергам, Турция
- Подгорица, Черна гора
- Фаш Туменил, Франция

## Забележителности
В Негуш се провежда карнавалът Буля и еничари.
Сред другите забележителности на града са:
- Площадът на националните мъченици от 1821 година;
- Паркът Киоски с малкото езеро;
- Водопадът на Арапица Стумбани, в който се хвърлят негушанките, за да не попаднат в турски ръце;
- Руините на римския нимфеум;
- Църквата „Свети Николай“;
- Руините на римска вила с красиви мозайки в местността Балтането.

## Личности
В Негуш са родени гръцкият философ и просветител Анастасиос Михаил, гръцкият революционер Зафиракис Теодосиу, българският зограф Алекси Атанасов, православният духовник Филотей Охридски и Смоленски и сърбоманският търговец и дарител Димитър Атанасиевич Събов. Сред известните негушани са и андартските дейци Андон Минга, Епаминондас Гарнетас, Христодулос Пердикарис, гръцкият революционер Стоян Димов и гръцката певица Елени Цалигопулу.